# 錫卡約基

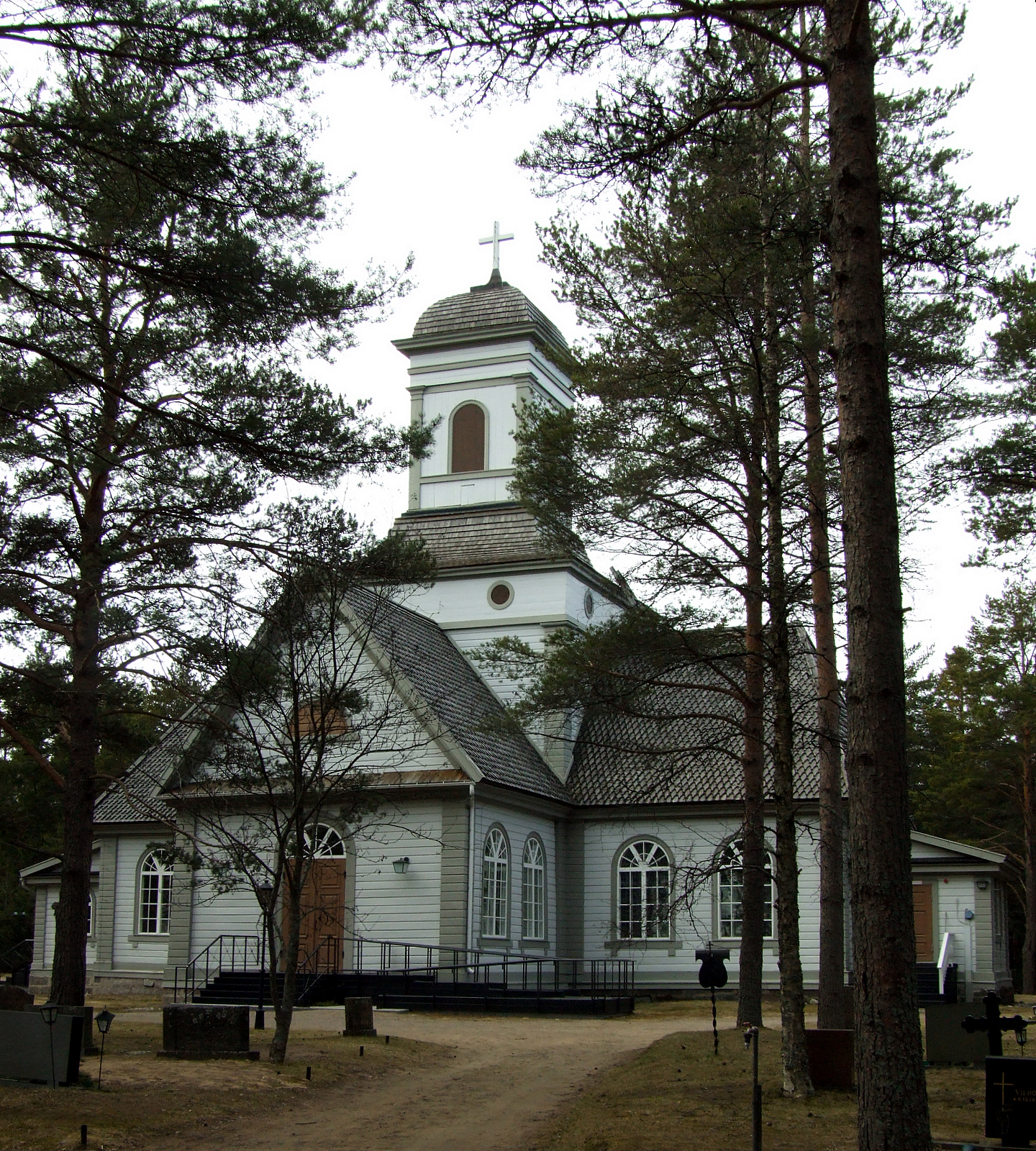
錫卡約基教堂

錫卡約基（芬蘭語：Siikajoki）是芬蘭北博滕區的市鎮，位於該國西部錫卡河畔，距離奧盧50公里，始建於1868年，面積1,654平方公里，2013年人口5,617人，人口密度為每平方公里5.34人。

## 外部連結
- 錫卡約基市镇官方网站 （页面存档备份，存于） （文）
- Siikajokilaakso magazine （页面存档备份，存于） （文）